# Werjowkina

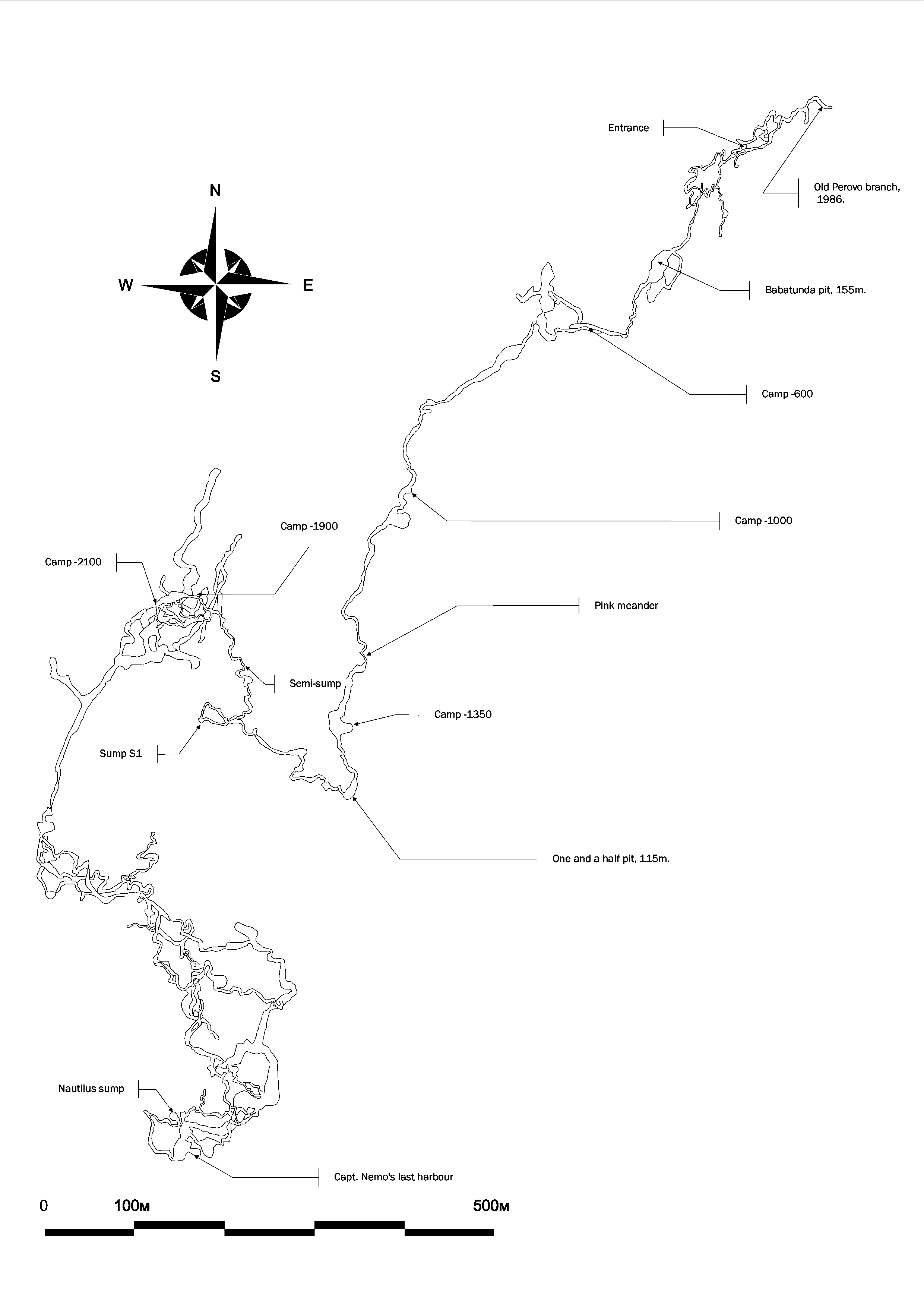
Höhlenplan

Die Werjowkina (engl. Veryovkina Cave, russisch Пещера Верёвкина, georgisch ვერიოვკინის მღვიმე) ist mit einer erreichten Tiefe von 2223 Metern die tiefste bekannte Höhle der Erde. Sie befindet sich im Arabika-Massiv des Gagra-Kamms im Westkaukasus. Politisch gehört sie zum Rajon Gagra, der westlichsten Region der international nicht anerkannten Autonomen Republik Abchasien in Georgien.
Der Eingang zu der Kalksteinhöhle befindet sich 2309 Meter über dem Meeresspiegel auf einem Pass zwischen den 2384 und 2382 Meter hohen Bergen Krepost und Zont, aber näher am Krepost. Der Eingangsschacht ist drei mal vier Meter groß und 32 Meter tief. Von der Woronja-Höhle, die bis 2017 als tiefste Höhle der Welt galt, ist sie nur 800 Meter entfernt und könnte nach Ansicht von Forschern sogar unterirdisch mit ihr verbunden sein.

## Erkundungsgeschichte
Die Höhle wurde 1960 von einer speläologischen Expedition des Geographischen Instituts der russischen Akademie der Wissenschaften entdeckt, die sie 95 Meter tief erkundete. Eine weitere Erkundung erfolgte zunächst nicht, weil die in die Tiefe führenden Gänge nicht aneinander anschließen, sondern sich kreuzen und durch kleine Tunnel miteinander verbunden sind. 1968 untersuchten Höhlensucher aus Krasnojarsk die Höhle, erreichten eine Tiefe von 115 Metern und benannten sie daraufhin „S-115“. Als sie die Werjowkina 1980 erneut besuchen wollten, konnten sie sie nicht finden, da die Position auf der Karte zwei Kilometer versetzt eingetragen worden war. Ab 1981 wurde das gesamte Arabika-Massiv in Bereiche unterteilt und systematisch nach Höhlen abgesucht. 1982 wurde die Höhle so vom Moskauer Speläoclub Perovo wiederentdeckt und in „P1-7“ umbenannt. 1983 bis 1986 erkundeten die Höhlenforscher die Höhle und erreichten dabei in mehreren Schritten eine Tiefe von 440 Metern. Bei der letzten Expedition brach sich ein Höhlenforscher bei einem Zusammensturz eine Rippe. 1986 wurde sie nach dem Höhlentaucher Alexander Werjowkin, der 1983 in der Höhle Su-Akan in Kabardino-Balkarien ums Leben gekommen war, „Werjowkina“ getauft.
Bis 2000 wurde die Höhle nicht weiter erforscht. 2000 bis 2015 setzte der Speläoclub Perovo und sein Team Perovo-speleo in elf Expeditionen die Erkundung des Höhlengrundes fort. Die erreichte Tiefe blieb jedoch bei 440 Metern. Im August 2015 schließlich fand die Gruppe einen neuen, 156 Meter tiefen Schacht. Dieser machte den Weg für die weitere Erkundung frei. Expeditionen im Juni, August und Oktober 2016 erreichten immer größere Tiefen von 630, 1010 und schließlich 1350 Metern. Dafür waren neun Forscher elf Tage in der Höhle. Eine Expedition der Perovo-speleo-Gruppe erreichte im Februar 2017 eine Tiefe von 1832 Metern. Damit wurde die Werjowkina hinter der ebenfalls in Abchasien gelegenen Woronja-Höhle die zweittiefste bekannte Höhle weltweit.
Anfang August 2017 erkundete die Perovo-speleo-Gruppe die Höhle bis zu einer Tiefe von 2151 Metern. Damit stand fest, dass die Werjowkina eine supertiefe Höhle ist, d. h. zur Gruppe von Höhlen mit einer Tiefe von mehr als 2000 Metern gehört. Zugleich ist sie die weltweit tiefste Höhle, die ohne Tauchequipment zu erkunden ist. Bei der Untersuchung im August 2017 fand man einen antiken Auffänger des Karst-Grundwasserleitersystems mit weiten horizontalen Tunneln, was für das Arabika-Massiv untypisch ist. In der zweiten Augusthälfte 2017 schließlich erreichte das Perovo-speleo-Team die Tiefe von 2204 Metern, was einen neuen Weltrekord darstellte. Ein großes System von mehr als sechs Kilometern subhorizontaler Passagen unterhalb einer Tiefe von 2100 Metern wurde dabei entdeckt und kartografiert. Seit dem 3. September 2017 gilt die Werjowkina als tiefste Höhle der Erde. Im März 2018 fügte das gleiche Team der Karte mehr als einen Kilometer Tunnels hinzu und maß die Tiefe des Sees „Kapitän Nemos letzte Station“ auf 8,5 Meter, was die Gesamttiefe auf 2212 Meter erhöhte. Ebenfalls am Grund der Höhle, in der gleichen Tiefe, befindet sich der „Nautilus-Siphon“.
Um den Höhlengrund zu erreichen, mussten vier russische Speläologen drei Tage lang absteigen. Jeder hatte dabei 20 Kilogramm Gepäck zu tragen. Zur Kommunikation mit der Oberfläche wurden riesige Spiralen von Telefonkabeln in die Tiefe gezogen. Insgesamt waren die Forscher elf Tage unter der Erde.

## Besonderheiten
In der Höhle gibt es Wasserfälle, Stalaktiten, Stalagmiten und Stalagnaten. Der 115 Meter tiefe Eingangsschacht, der bereits 1968 entdeckt wurde, heißt heute Krasnojarsk-Ast. In 120 Metern Tiefe muss man in der Mitte eines Brunnens durch eine enge Röhre mit einer 10°-Neigung nach oben. Der 440 Meter tiefe Tunnel, der bis 1986 erkundet wurde, aber bereits in einer Tiefe von ca. 150 Metern vom heutigen Tunnel abzweigt, wird Alter Perovo-Ast genannt. In der Tiefe von ca. 350 bis 500 Metern befindet sich die 150 Meter tiefe Babatunda-Grube. Die unterirdisch errichteten Camps sind allesamt nach ihrer ungefähren Tiefe benannt: Camp −600, Camp −1000, Camp −1350, Camp −1900 und Camp −2100. Ein enger, nahezu horizontaler Tunnel auf −1100 Metern wurde Rosa Mäander getauft. In etwa 1400 Metern Tiefe liegt das obere Ende der 115 Meter tiefen sogenannten Eineinhalb-Grube. In einem ca. 30 Meter langen Seitentunnel auf −1720 Metern befindet sich der Siphon S1. In einer Tiefe von 1800 Metern liegt ein sehr schmaler und fast horizontaler, etwa 70 Meter langer Gang, der als Halbsiphon eingetragen ist. Ab einer Tiefe von 2100 Metern verzweigen sich die Tunnels, die bisher mehr oder weniger direkt nach unten geführt hatten, auf einmal horizontal sehr stark. Die Höhle wird nicht viel tiefer, aber man kann sich über einen Kilometer horizontal in der Höhle bewegen. Hier wurde ein unpassierbarer etwa 0,5 Kubikmeter pro Sekunde bewegender unterirdischer Fluss entdeckt, der bisher nirgendwo sonst verzeichnet ist. Die beiden tiefsten Stellen liegen am Südende dieses Gängegewirrs. Insgesamt hat die Höhle 13.500 Meter verzeichneter Gänge.
Auch in gewaltiger Tiefe wurden noch lebende Organismen gefunden. Russische Höhlenforscher sammelten mehr als 20 wissenschaftliche Proben der Höhlenfauna und brachten sie an die Oberfläche. Darunter befinden sich wohl auch noch unbeschriebene Spezies. Es handelt sich u. a. um Egel, Tausendfüßer und Pseudoskorpione. Die Proben werden am Institut für Binnengewässerbiologie untersucht. Außerdem wurden bisher eventuell unbeschriebene Käfer gefunden sowie 2017 neun Reptilien in der Höhle gefangen.
2017 gab es Streitereien der Höhlenforscher mit der abchasischen Regierung, da Expeditionen nicht gemeldet worden waren. So könnten die Forscher Dinge so benennen, dass die Namen dem abchasischen Toponymgesetz widersprächen, argumentierte das Staatliche Komitee für Ökologie und Naturschutz.